# Bongor
Bongor (Arabisch: بونقور) is een stad in Tsjaad, en de hoofdstad van de provincie Mayo-Kebbi Est. De stad is gelegen op de oostelijke oever van de  Logone, de grensrivier met Kameroen, op een hoogte van 300 meter boven zeeniveau. In de regentijd (mei–september) is de Logone bevaarbaar tussen Bongor en N'Djamena, de hoofdstad van Tsjaad. Het aantal inwoners bedraagt ruim 35.000 (2012).
Bongor beschikt over een centrale marktplaats, een vliegveld, postkantoor, ziekenhuis en bestuurskantoren voor de regio Mayo-Kebbi.  Katoen en rijst zijn de belangrijkste gewassen die in de omgeving worden verbouwd. Aan de oever van de Logone-rivier staat een hotel. De wekelijkse markt wordt op maandag gehouden, waar mensen vanuit de hele regio naartoe komen.
Bongor was een deel van Duits-Kameroen tot aan het Duits-Franse Verdrag van 1911. In 1904 werd nabij Bongor een militaire post gevestigd door koloniaal officier Herbert Kund, wat het begin betekende van de moderne geschiedenis van de stad. De belangrijkste inheemse bevolkingsgroep zijn de Masa. Sinds de koloniale tijd is de stad een belangrijk centrum van voortgezet onderwijs. Het Lycée Jacques Modeina werd bezocht door een aantal latere leiders van landen die onafhankelijk werden nadat de kolonie Frans-Equatoriaal-Afrika uiteenviel.

## Klimaat
De omgeving van Bongor heet een tropisch savanneklimaat, code Aw volgens de klimaatclassificatie van Köppen. De warmste maanden zijn april en mei met overdag een gemiddelde maximumtemperatuur van rond 41° C. Augustus is het minst warm met een gemiddeld maximum van 31°C. De jaarlijkse neerslag bedraagt gemiddeld 640 mm, waarvan juli 150 mm brengt en augustus 250 mm. In de maanden november t/m april valt (vrijwel) geen regen.

## Demografie
| Jaar | Aantal inwoners |
| ---- | --------------- |
| 1988 | 19.900          |
| 1993 | 20.448          |
| 2008 | 29.268          |
| 2010 | 30.518          |
| 2012 | 35.296          |